# Viggo Rothe
Viggo Rothe, född 20 januari 1814 i Köpenhamn, död där 10 maj 1891, var en dansk ingenjör och ämbetsman, sonson till Tyge Rothe, bror till Vilhelm Rothe.

## Biografi
Rothe blev teknologie kandidat 1836, utgav redan 1839 en handbok i lantbrukskemi, blev 1841 fullmäktig i kommerskollegiet och var 1845-1848 kontorschef där, författade 1843–1845 Danmarks industrielle forhold och förordade 1848 "en skandinavisk handels- och tullförening". Dessutom spelade han från 1838 en stor roll i den nystiftade Industriforeningen i Köpenhamn, var 1840–1854 ledamot av dess "representantskab" och utgav 1849 en skrift om införande av större näringsfrihet.
Sin största betydelse vann dock Rothe, då han 1848 blev teknisk direktör för järnvägen Köpenhamn-Roskilde och 1855 administrerande direktör för banan till Korsør samt sedan för de efterhand följande själländska järnvägarna ända till 1885 (fyra år tidigare hade de övertagits av danska staten). Han upparbetade dessa banor från rätt osäkra förhållanden till ett mycket inkomstbringande företag. Åren 1850–54 var han även nationalliberal ledamot av Folketinget för Köpenhamn. Han var den förste, som under sommaren 1848 – dock anonymt – tog till orda i "Fædrelandet" för en delning av Slesvig efter språkgränsen.

## Utmärkelser
- Dannebrogsmännens hederstecken,  1864[2]
- Kommendör av första graden av Dannebrogorden,  1875[2]

[Redigera Wikidata]